# Slo-Mo-Shun IV

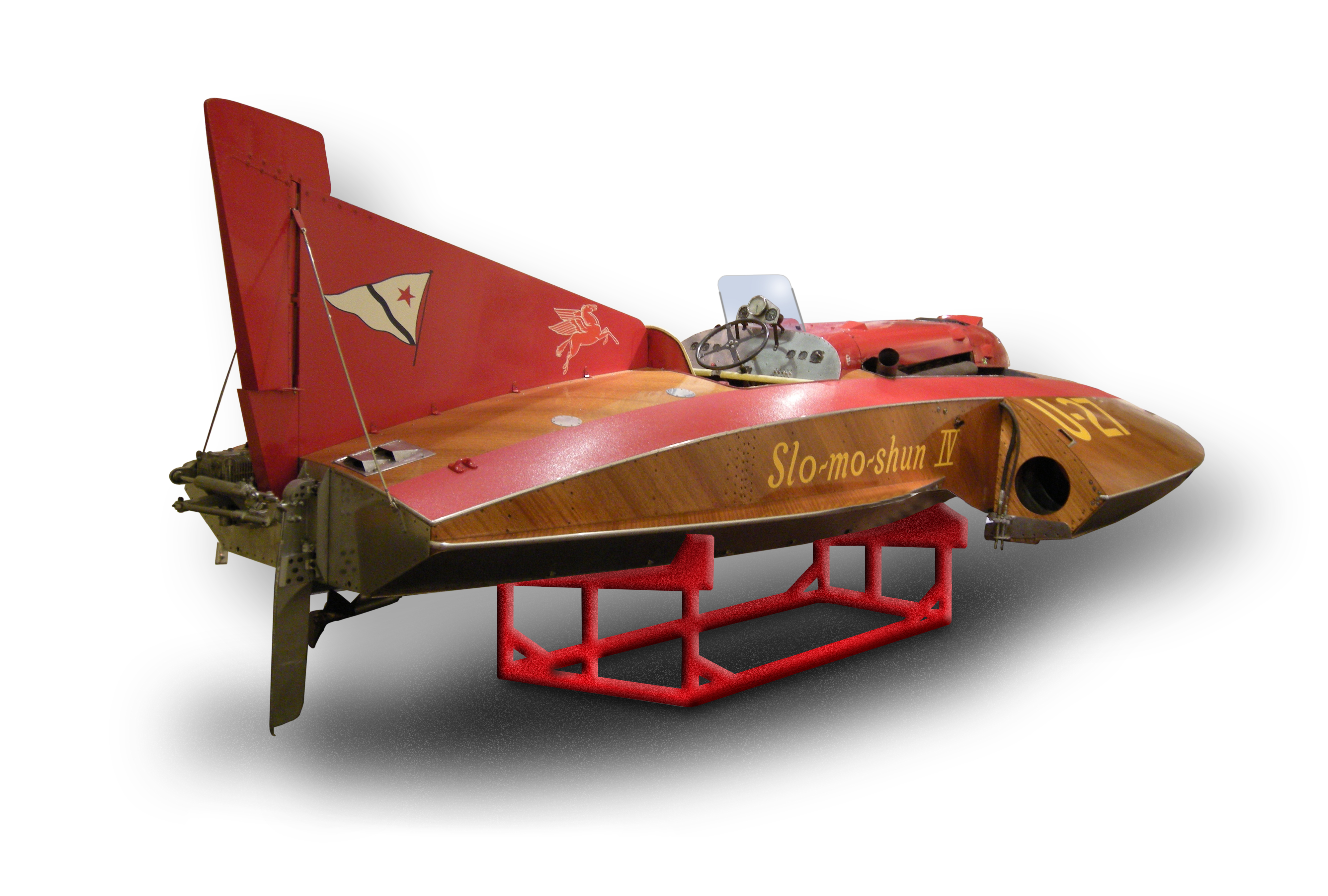
Slo-Mo-Shun IV

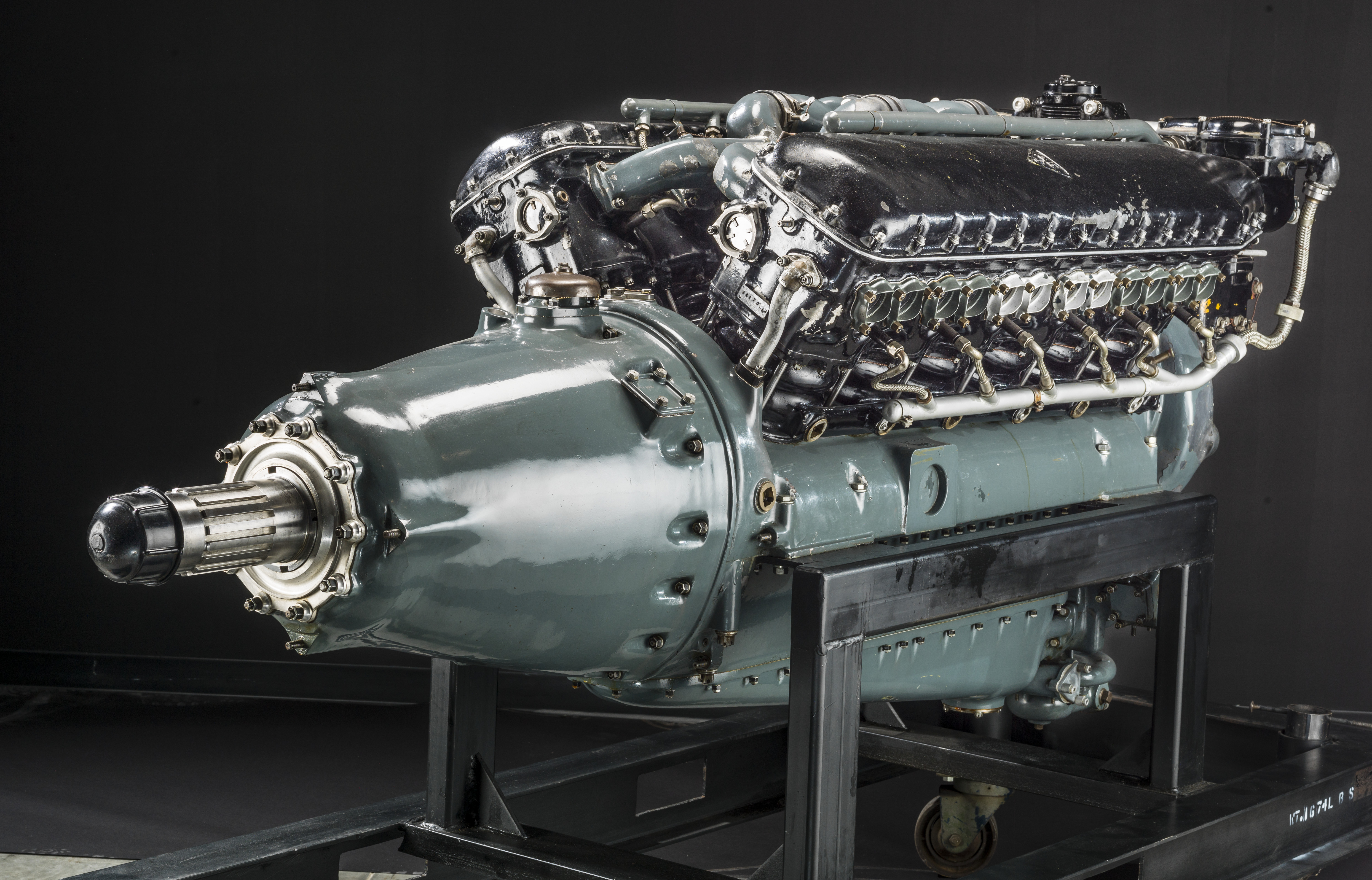
Allison-V-1710-Flugzeugmotor, wie er in „SMS IV“ zum Einsatz kam

Slo-Mo-Shun IV ist ein historisches Rennboot, mit dem der US-amerikanische Rennfahrer Stanley St. Claire Sayres (1896–1956) 1950 und 1952 zwei absolute Weltrekorde für Wasserfahrzeuge aufstellte. Das Boot war ein sogenanntes Hydroplane mit einem Dreipunkt-Rumpf und wurde als Einzelstück aufgebaut. Slo-Mo-Shun IV war das letzte durch einen Propeller angetriebene Boot, das den absoluten Geschwindigkeitsrekord zu Wasser aufstellte.

## Vorgeschichte
Stanley „Stan“ Sayres kaufte den ersten Bootsrumpf, der später den Namen Slo-Mo-Shun I trug, 1938 von Jack „Pop“ Cooper aus St. Louis, Missouri, einem bekannten Rennfahrer aus dem Mittleren Westen. Das ehemalige Tops II war ein von Ventnor Motors, Atlantic City (New Jersey), gebautes Hydroplan mit einem 225-cui-Motor (3687 cm³). 1941 brach bei einem Rennlauf auf dem Lake Washington ein Pleuel, das Boot fing Feuer, brannte aus und versank als Totalverlust.
1942 erwarb Sayres ein zweites Ventnor-225-cui-Boot (Tops III) von Cooper. Ein seitlicher Ausleger von Slo-Mo-Shun II wurde während des Transports beschädigt. Sayres bat Ted Jones, einen Techniker bei Boeing, der seit 1927 Boote baute und fuhr, einen neuen Ausleger zu bauen. Jones übernahm die Aufgabe und informierte Sayres, dass er das funktionale Design für ein extrem schnelles Boot entwickelt habe und einen Unterstützer suche.
Nach dem Zweiten Weltkrieg beauftragte Sayres Jones mit dem Projekt Slo-Mo-Shun III, ebenfalls einem Boot, das für die 225er Klasse (3687 cm³) ausgelegt war. Jones tat dies zunächst im Keller seines eigenen Hauses und später, ab 1947, bei der Jensen Motor Boat Company. Dieser Entwurf ähnelte anderen Booten, die Jones in den letzten Jahren gebaut hatte. Das Boot wurde jedoch stabiler gestaltet, um größeren Beanspruchungen standzuhalten. SMS III war fast 10 Meilen pro Stunde schneller als andere Boote in dieser Klasse. Das Boot wurde aber wegen mangelnder lokaler Konkurrenz und weil die Initiatoren bereits ein größeres und leistungsstärkeres Boot planten, nicht allzu ausgiebig eingesetzt und brachte daher auch marketing-technisch keinen großen Erfolg.
Sayres, Jones und Jensen nahmen 1948 am APBA Gold Cup in Detroit teil. Nachdem Jensen die Boote dort eingehend analysiert hatte, empfahl er Sayres, ein Boot nach dem Vorbild von My Sweetie zu bauen, einem ungewöhnlichen Hydroplan mit zweistufigem Rumpf, das von John Hacker entworfen worden war. Aber Sayres entschied sich für den Vorschlag von Jones, und Slo-Mo-Shun IV wurde als sogenannter „three-point proprider“ mit Dreipunkt-Rumpf konstruiert.

## Das Boot

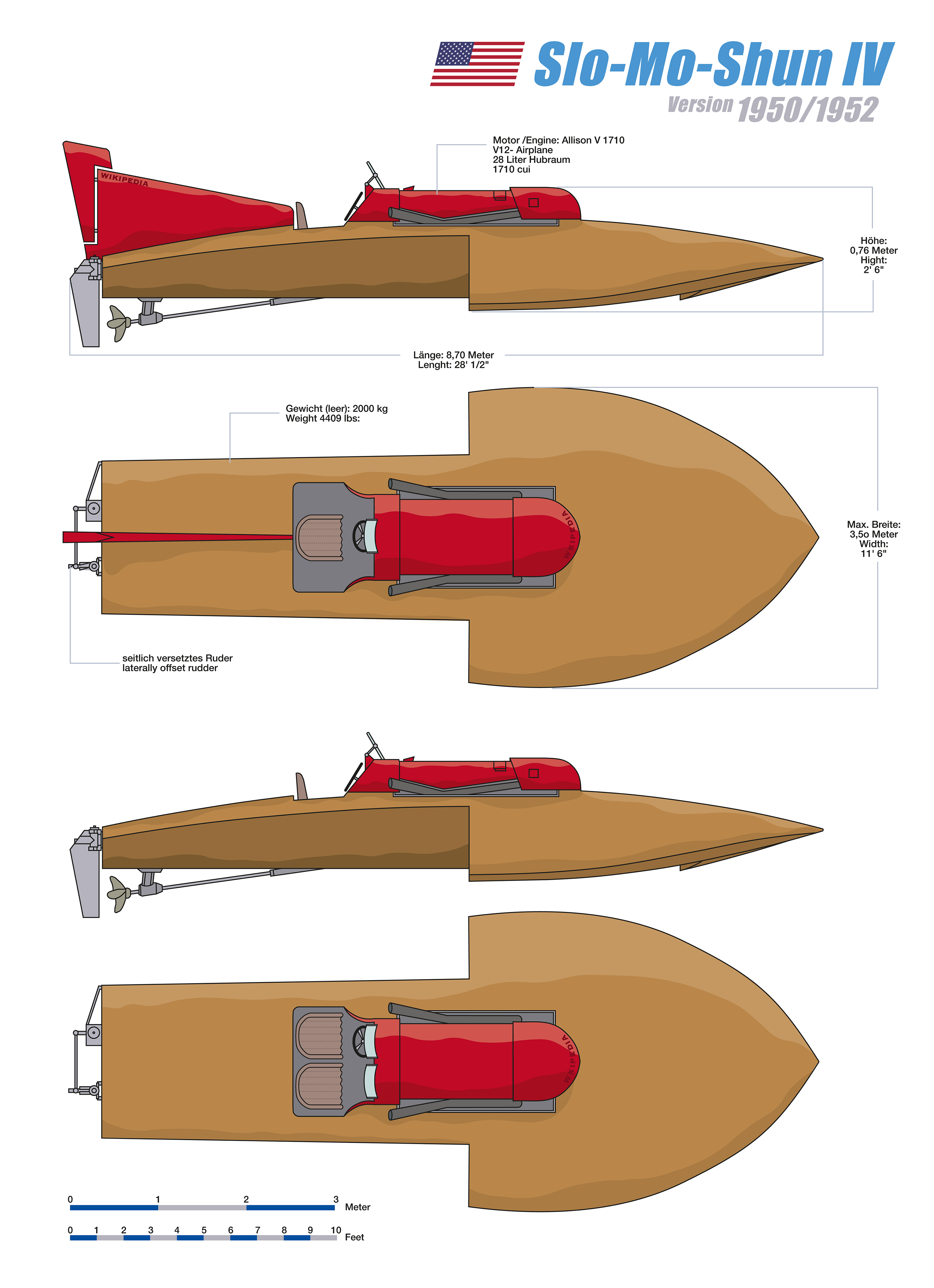
Version als Einsitzer (oben) und Zweisitzer (unten) und grundsätzliche technische Daten zu Slo-Mo-Shun IV

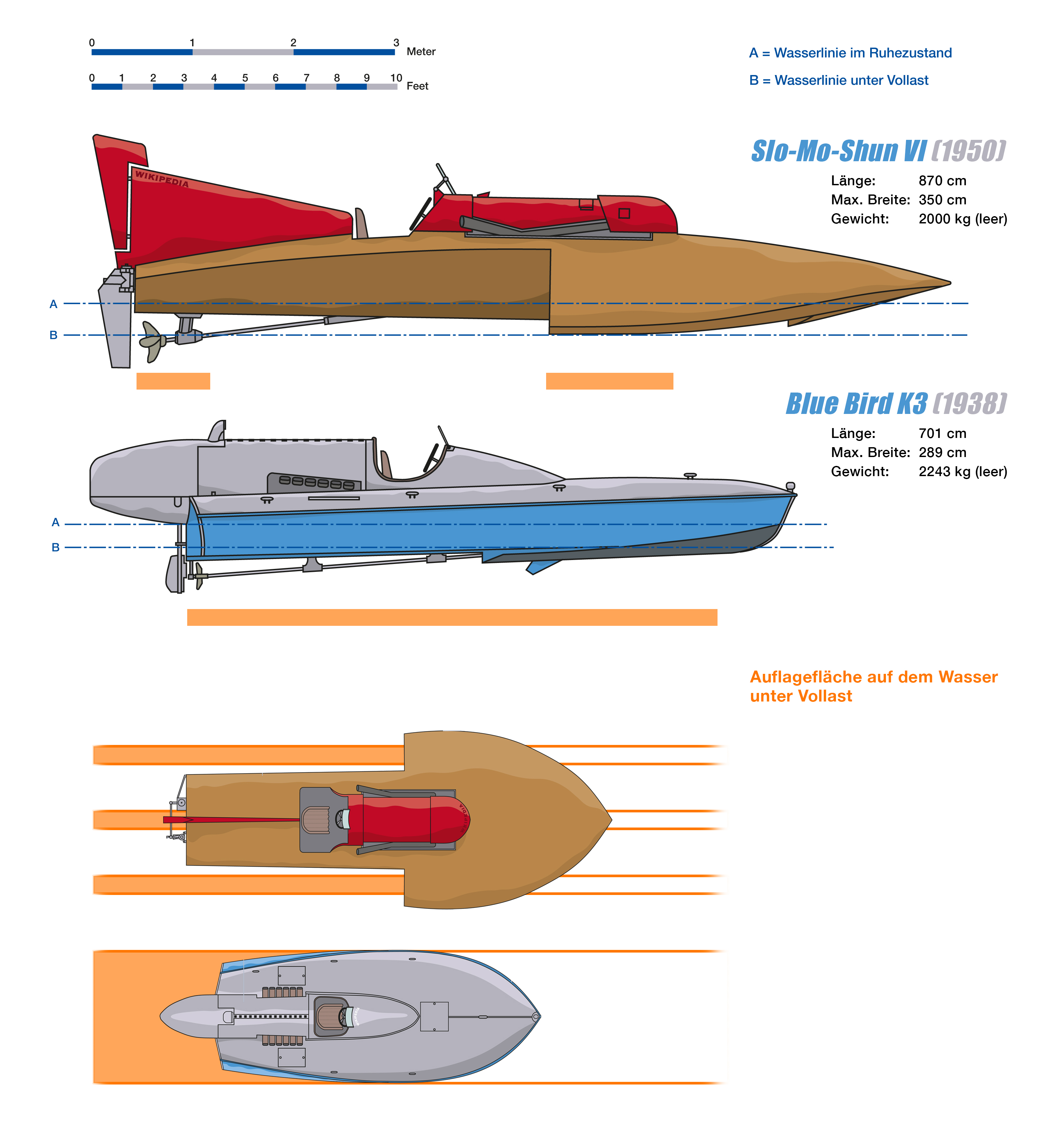
Die verschiedenen „Wasserlagen“ von Slo-Mo-Shun IV und Blue Bird K3, die die Unterschiede zwischen „Dreipunkter“ (oben) und „Gleiter“ (unten) zeigen

Der Bau von Slo-Mo-Shun IV begann im Herbst 1948 bei der Jensen Motor Boat Company nach dem Grund-Entwurf, den Jones sich zehn Jahre zuvor überlegt hatte. Anchor Jensen, der noch nie ein derartiges Rennboot gebaut hatte, war für den Bau verantwortlich und erledigte einen Großteil der Arbeit selbst.
Verglichen mit den (deutlich älteren) Booten Blue Bird K3 und K4 von Malcolm Campbell gibt Slo-Mo-Shun IV ein gutes Beispiel für die technische Weiterentwicklung. Es zeigt, wie sich durch die Gewichtsverteilung auf ein nahezu ideales Niveau eine Verbesserung des Leistungsgewichts erzielen und damit die Leistungsfähigkeit des Bootes insgesamt steigern lässt. Den Hauptunterschied machte dabei die Umstellung von einem zweistufigen Hydroplan („Gleiter“) mit flachem Boden auf ein Boot mit Dreipunkt-Rumpf (siehe Grafik rechts), wodurch auch die Eigenart der Blue Birds von Malcolm Campbell beseitigt wurde, bei hoher Geschwindigkeit vom Kurs abzudriften.
Das Boot hatte ein außerhalb der Mittelachse montiertes Steuerruder, das verhindern sollte, dass die Lenkbarkeit des Bootes durch das extrem verwirbelte Wasser hinter dem Propeller beeinträchtigt wird.
Slo-Mo-Shun IV hatte eine Länge von 28½ Fuß (ca. 8,70 Meter). Das Boot wurde von einem Allison-V-1710-Flugzeugmotor mit 12 Zylindern angetrieben, der 1800 PS bei 3000/min leistete (die Leistung variiert in verschiedenen Quellen zwischen 1700 und 2000 PS). Es war nicht das erste Unlimited-Hydroplan, das mit einem halb eingetauchten Propeller „Propride“ fuhr, aber es war das erste Boot, das „alles auf den Punkt gebracht hat“, um bei der Anwendung des Konzepts Spitzenergebnisse zu erzielen. In den nächsten zwanzig Jahren orientierten sich viele Boote (wie zum Beispiel das Ferrari Arno XI) am „Slo-Mo-Design“, wenn sie wettbewerbsfähig sein wollten.

## Sonstiges
Im Gegensatz zu den Rekordbooten von Malcolm und Donald Campbell war Slo-Mo-Shun IV nicht ausschließlich für den Einsatz über die gerade 1-Meilen- beziehungsweise 1-Kilometer-Distanz ausgelegt, sondern nahm auch an „klassischen“ Rennen auf Rundkursen teil. Ein weiterer Unterschied war die Auslegung auf zwei Personen: Neben dem Steuermann war der sogenannte „Throttleman“ an Bord, der sich um den Motor kümmerte und für das Gasgeben und Gaswegnehmen beim Auftauchen des Propellers über die Wasseroberfläche zuständig war. Das Boot konnte aber auch nach kleinen Änderungen solo gefahren werden.
Das Boot wurde sowohl mit als auch ohne Stabilisierungsflosse am Heck eingesetzt.
Der Name Slo-Mo-Shun, den alle Boote zuzüglich einer individuellen Nummer trugen, ist eine lautmalerische Umsetzung des englischen Wortes „Slow motion“ (Zeitlupe). Sayres erklärte, er habe das Boot in einem „scherzhaften Moment“ so benannt. „We need to travel in time before and after this clipping to see how it faired.“ („Wir müssen in der Zeit zurückreisen und vor und nach diesem Moment sehen, wie es funktioniert hat“ – oder sinngemäß: wir müssen uns das nochmal in Zeitlupe ansehen …).
Nach seiner aktiven Zeit wurde Slo-Mo-Shun IV im Museum of History & Industry in Seattle, Washington, ausgestellt.

## Die Rekorde
Der damals gültige Rekord von 141,74 mph (228,11 km/h) stammte von Malcolm Campbell mit Blue Bird K4 aus dem Jahr 1939 und hatte (auch bedingt durch die Zwangspause während des Zweiten Weltkriegs) rund elf Jahre Bestand.
Sayres engagierte für viele Einsätze seines Bootes „externe“ Fahrer. So konnten Ted Jones (1950), Lou Fageol (1951), Stan Dollar (1952) und Joe Taggart (1953) den renommierten APBA Gold Cup gewinnen. Lou Fageol gelang das 1954 nochmals mit dem Nachfolgeboot Slo-Mo-Shun V. Bei den Rekordversuchen setzte er sich aber selbst ans Steuer.
Am frühen Morgen des 26. Juni 1950 verbesserte Sayres mit Slo-Mo-Shun IV auf dem Lake Washington in der Nähe von (Sand Point) Seattle Campbells Rekord um 29 km/h. Das kolbenmotorgetriebene Boot war für Spitzengeschwindigkeiten von 260 km/h ausgelegt, da sein Rumpf so konstruiert war, dass die Oberseite der Propeller bei hoher Geschwindigkeit aus dem Wasser gehoben wurde. Dieses als „Prop Riding“ bezeichnete Phänomen reduzierte den Reibungsverlust auf der Wasseroberfläche und verringerte auch die Belastung des Antriebs.
Zitat aus dem Seattle PI vom 27. Juni 1950: „Mit Sayres, einem Autohändler und Sportsmann aus Seattle, am Steuer und Ted Jones, einem Boeing-Supervisor und Designer des Boots, auf dem Beifahrersitz machte Slo-Mo-Shun IV den ersten Lauf über die gemessene Meile in 21,98 Sekunden oder 163,785 Meilen pro Stunde und den zweiten in 22,95 Sekunden oder 157,2 Meilen pro Stunde.“
1952 brachte Sayres Slo-Mo-Shun IV auf 287,25 km/h (178,49 mph) – eine weitere Steigerung von 29 km/h. Der Lauf am Lake Washington fand um 7:10 Uhr morgens statt, sodass nur wenige Menschen Zeugen des Ereignisses waren.
| Jahr | Datum    | Ort             | Land | Boot           | Skipper        | Throttleman        | Geschwindigkeit            |
| ---- | -------- | --------------- | ---- | -------------- | -------------- | ------------------ | -------------------------- |
| 1950 | 26. Juni | Lake Washington | USA  | Slo-Mo-Shun IV | Stanley Sayres | Ted O. Jones       | 160,323 mph (258,015 km/h) |
| 1952 | 7. Juli  | Lake Washington | USA  | Slo-Mo-Shun IV | Stanley Sayres | Elmer Leninschmidt | 178,497 mph (287,263 km/h) |

## Weitere Historie

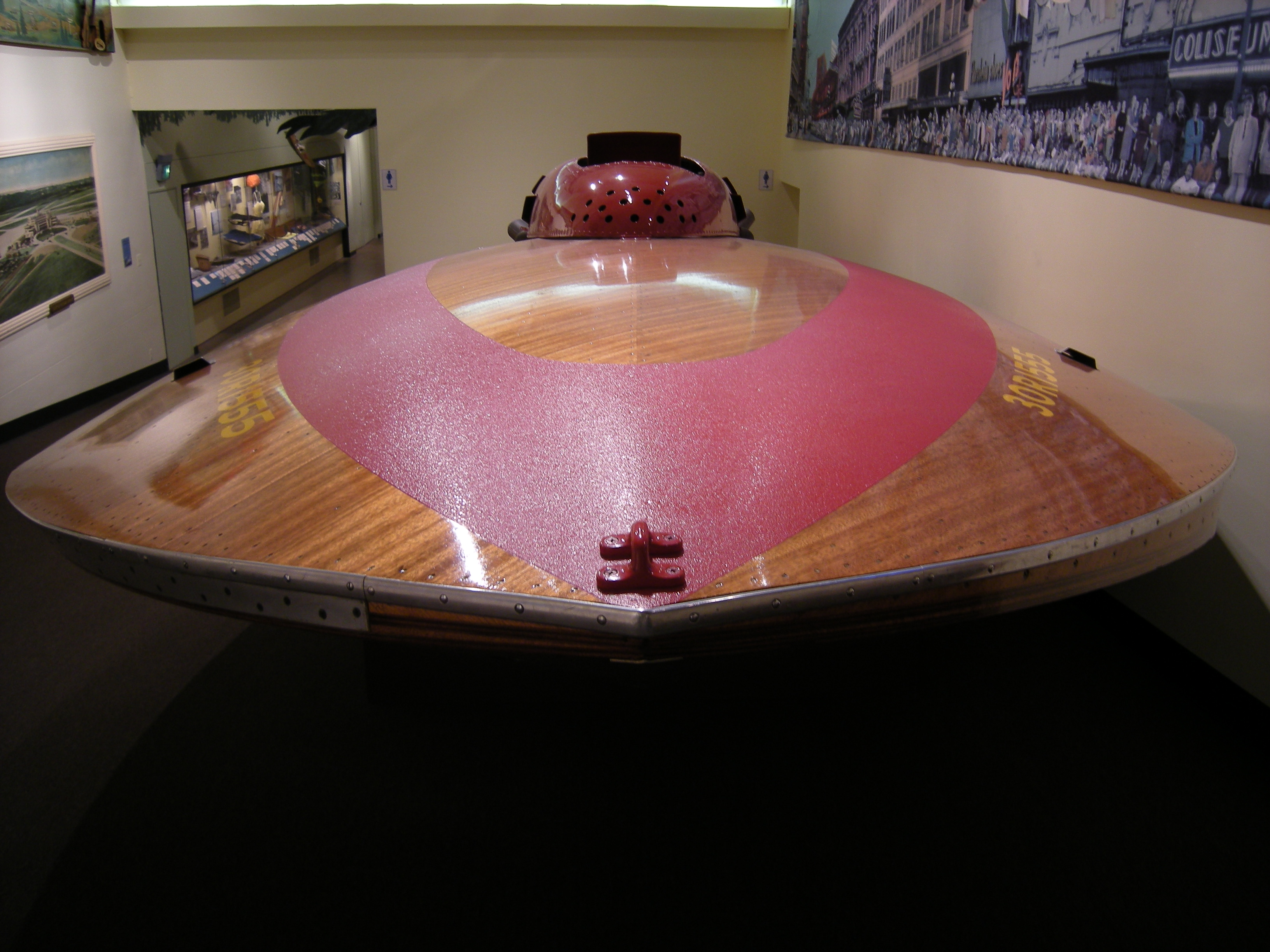
Frontansicht von Slo-Mo-Shun IV, im MOHAI

Das Boot wurde nach dem Rekord noch einige Male neben dem Nachfolger Slo-Mo-Shun V in Rundkursrennen eingesetzt.
Slo-Mo-Shun IV, „The Grand Old Lady“, wie es damals genannt wurde, gewann die nächsten beiden Gold-Cup-Rennen: 1952 mit Stan Dollar und 1953 mit Fageol/Taggart am Steuer.
1956 startete SMS IV bei der Seafair Trophy Regatta auf dem Lake Washington und erwies sich als durchaus noch wettbewerbsfähig. Das Sayres-Team entschied, das Boot noch ein letztes Mal beim Gold Cup auf dem Detroit River antreten zu lassen.
Im August 1956 verunglückte das Boot während eines Probelaufs auf dem Detroit River. Bei einer Geschwindigkeit von circa 150 Meilen pro Stunde (über 240 km/h) war Slo-Mo-Shun IV in das Fahrwasser eines dort regelwidrig befindlichen Patrouillenboots geraten und auseinandergebrochen. Joe Taggart zog sich dabei so schwere Verletzungen zu, dass er – wie Fageol vor ihm – nie wieder Rennen fahren konnte. Stan Sayres war über das Unglück mit seinem Boot und seinem Fahrer so schockiert, dass er sich weigerte, das zerstörte Slo-Mo-Shun IV anzusehen. Er starb drei Wochen später, am 17. September 1956, im Schlaf.
Das Boot wurde ab 1959 äußerlich restauriert und im Museum für Geschichte und Industrie (MOHAI) in Seattle ausgestellt. 1990 verließ Slo-Mo-Shun IV das MOHAI und erhielt eine vollständige strukturelle und technische Restaurierung durch das „Hydroplane & Raceboat Museum“. Danach wurde es ein letztes Mal auf dem Lake Washington auf Herz und Nieren geprüft und kehrte 2001 in das MOHAI zurück.